# Itabirito
Itabirito is een gemeente in de Braziliaanse deelstaat Minas Gerais. De gemeente telt 43.832 inwoners (schatting 2009).

## Aangrenzende gemeenten
De gemeente grenst aan Moeda, Nova Lima, Ouro Preto, Rio Acima, Santa Bárbara.

## Geboren in Itabirito
- Telê Santana (1931-2006), voetballer en trainer